# دو تپه گل زرد
دو تپه گل زرد مربوط به دوران پیش از تاریخ ایران باستان است و در شهرستان شازند، بخش زالیان، روستای گل زرد واقع شده و این اثر در تاریخ ۹ اردیبهشت ۱۳۸۲ با شمارهٔ ثبت ۸۵۹۶ به‌عنوان یکی از آثار ملی ایران به ثبت رسیده است.